# Felipe Seymour
Felipe Ignacio Seymour Dobud (Lo Espejo, 23 de julho de 1987) é um ex-futebolista chileno que atuava como volante.

## Clubes
Iniciou a carreira na Universidad de Chile. Adquirido pelo Genoa, foi emprestado ao Catania, Chievo e Spezia. Em 14 de janeiro de 2015 foi apresentado pelo Cruzeiro. Foi emprestado ao Vasco da Gama em 13 de agosto de 2015 até o fim do ano.

## Seleção Nacional
Estreou pela Seleção Chilena principal em 31 de março de 2010 em partida amistosa contra a Venezuela.

## Títulos
Universidad de Chile
- Copa Gato: 2010 e 2011
- Campeonato Chileno (Torneo Apertura): 2009, 2011
- Copa Sul-Americana: 2011